# Надеинская, Елизавета Павловна
Елизавета Павловна Наде́инская (1904—1967) — советский учёный в области металлорежущего инструмента.

## Биография
Родилась 11 марта 1904 года в семье священника церкви села Станово Иловенской волости Мологского уезда.
Училась в женской гимназии. В 1920 году вступила в комсомол. В 1921—1923 годах проходила службу в войсках ОГПУ, участник Гражданской войны на Дальнем Востоке. После демобилизации работала на заводах рабочей.
В 1925—1929 годах училась в МВТУ имени Н. Э. Баумана, одновременно работала в бюро технических нормативов техником, инженером-конструктором. С начала 1930-х годов доцент МВТУ имени Н. Э. Баумана и Станкин (кафедра «Высокоэффективные технологии обработки»).
С 1935 года член и зав. сектором технических нормативов, с 1940 года зам. председателя технического совета НКТП.
В 1936 году возглавила Комиссию по резанию металлов при ВСНХ СССР. Руководила разработкой базы данных по обрабатываемости разных конструкционных материалов в разных условиях, ставшей основой государственных нормативов по режимам резания.
Первый директор ВНИИИнструмент, созданного в 1943 году.
Преподавала в Станкине, промышленной академии, с 1957 года по 1963 год — заведующая кафедрой «Технология машиностроения» МИХМа. Доктор технических наук (1955), профессор (1956).
Умерла 3 ноября 1967 года. Похоронена на Введенском кладбище (15 уч.).

## Сочинения
- Режимы резания при обработке чугуна резцами, оснащёнными твёрдыми сплавами (1942);
- Справочник по режимам резания на фрезерных станках (1942);
- Справочник по режимам резания при протягивании (1942);
- Высокопроизводительный инструмент для скоростного резания (1952);
- Влияние режимов термической обработки и твёрдости быстрорежущей стали на её износ при резании металлов (1960).

## Награды и премии
- Сталинская премия первой степени (1951) — за разработку принципов комплексной автоматизации производственных процессов в машиностроении, проектирование и освоение автоматического завода поршней.
- орден Трудового Красного Знамени
- орден «Знак Почёта»
- медали